# 新聞話事·人
《新聞話事·人》（英語：Behind the News）是香港電視廣播有限公司新聞及資訊部公共事務科為配合40周年台慶而拍攝製作的特備新聞節目，全節目共4集，由伍晃榮主持，邀請新聞部前任及現任員工到節目回顧40年來的發展。前無綫電視體育新聞主播伍晃榮生前離世後的最後一次節目主持。

## 每集嘉賓
| 集數 | 播映日期 | 嘉賓及身份                                                           |
| 01   | 10月22日 | 毛孟靜：前無綫新聞報道員，時任公民黨立法會議員                       |
| 01   | 10月22日 | 魏綺珊：前無綫新聞主播及記者，現職舞台劇演員                         |
| 02   | 10月29日 | 葉雅媛：前無綫新聞主播                                               |
| 02   | 10月29日 | 陳立志：前無綫新聞記者及財經組首任主管，現任香港新聞基金總幹事       |
| 03   | 11月5日  | 袁志偉：前無綫新聞主播及記者、現任無綫電視助理總經理（新聞及資訊部） |
| 03   | 11月5日  | 蘇凌峰：前無綫新聞主播，曾任加拿大多元文化電視台新聞編輯及全國主播   |
| 04   | 11月12日 | 趙應春：前無綫新聞報道員，前有線新聞執行董事，有線寬頻主席特別助理   |
| 04   | 11月12日 | 方東昇：現任無綫新聞策劃主任、主播及記者                             |

| 第一節之節目嘉賓及身份 | 第二節之節目嘉賓及身份 |

## 重播有關之永遠懷念伍晃榮
- 為了悼念於2008年4月17日先後離世的我們永遠懷念您伍晃榮（阿盲），即三天後（4月20日）無綫電視將已播放的四集的《新聞話事·人》製作成2小時限量版製作的版本，將於2008年4月21日凌晨12時15分於TVB翡翠台重播。

## 影碟發行
電視廣播（國際）有限公司授權現代音像（國際）有限公司於2008年1月推出發行了《新聞話事·人》DVD影碟零售版本，此影碟收錄4集，其中第一集之第二節片段刪剪，設有粵語發音版本，自選開啟或關閉繁體中文及簡體中文字幕。

## 電視節目的變遷
| 香港無綫電視翡翠台 星期一 23:05-23:35 時段 | 香港無綫電視翡翠台 星期一 23:05-23:35 時段     | 香港無綫電視翡翠台 星期一 23:05-23:35 時段 |
| ------------------------------------------ | ---------------------------------------------- | ------------------------------------------ |
|                                            | 新聞話事·人 （2007.10.22 - 2007.11.12）        |                                            |
| 中國新建設 （2007.09.24 - 2007.10.15）     | 無綫盛世節目2008 （2007.11.19）（22:35-23:35） |                                            |